# Piercingschmuck

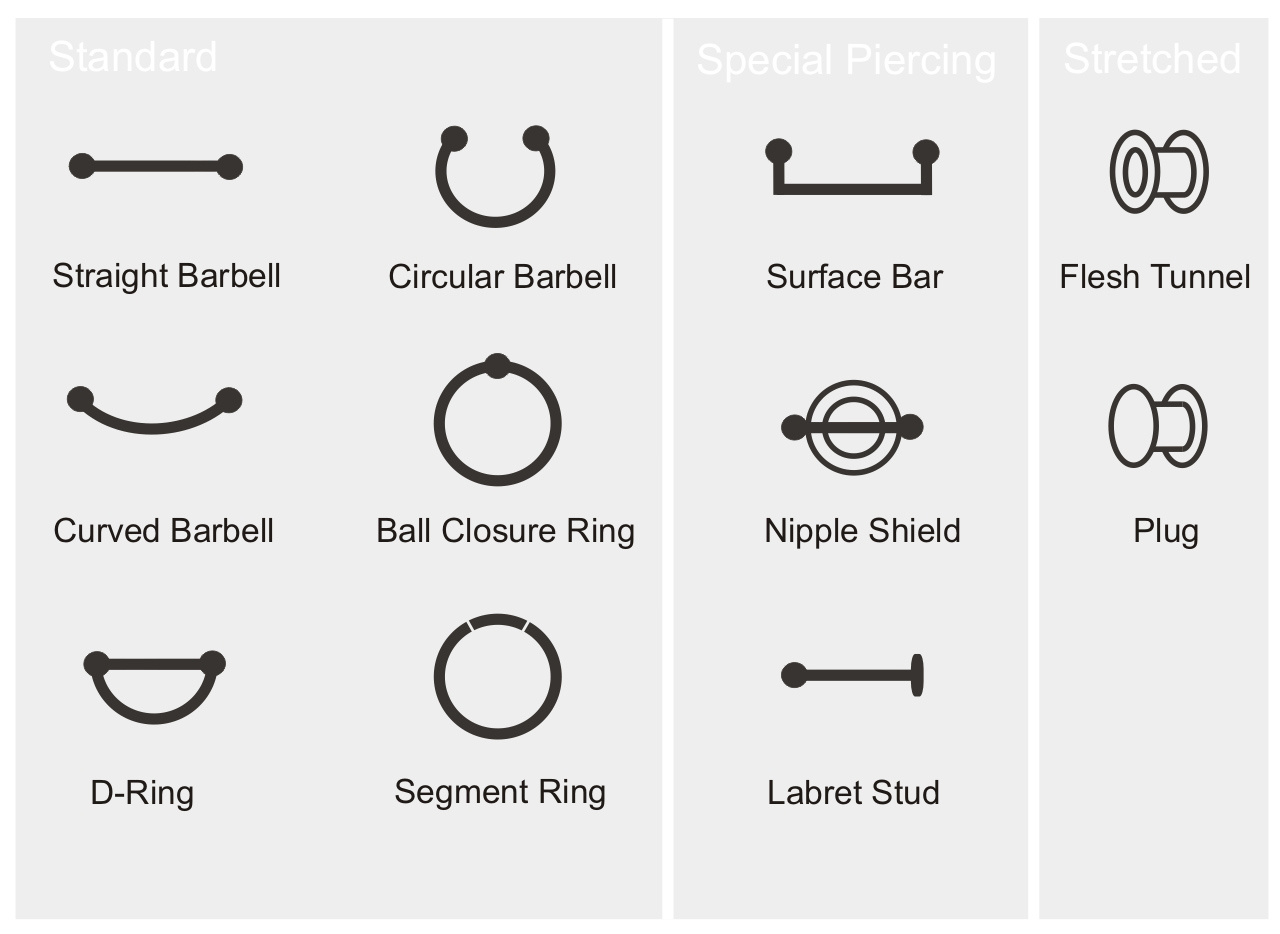
Übersicht der verschiedenen Schmuckformen für Piercings

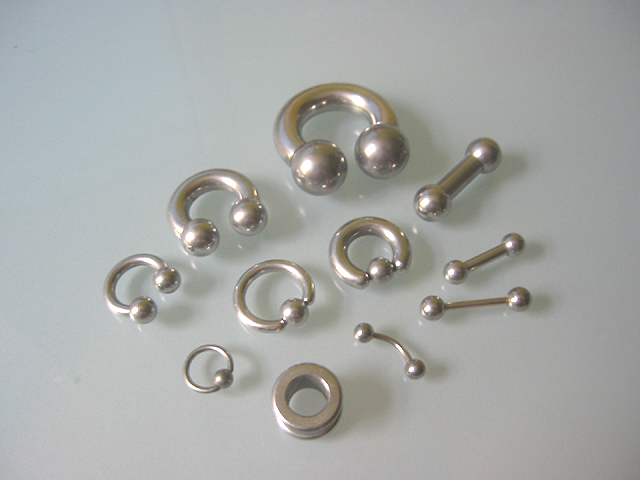
Piercingschmuck in verschiedenen Größen

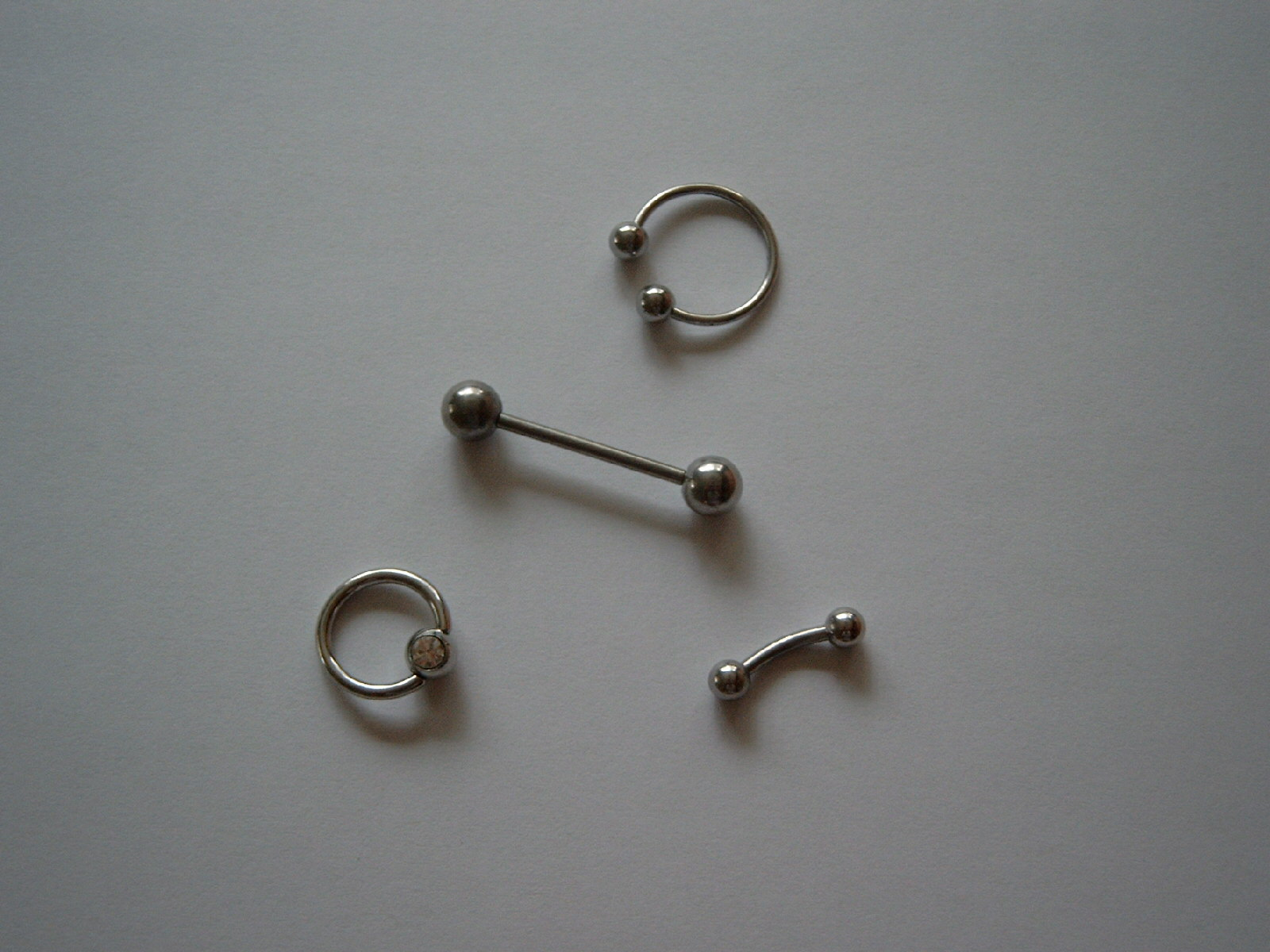
Circular Barbell, Barbell, Ball Closure Ring und Curved Barbell

Piercingschmuck ist Schmuck, der speziell für den Einsatz in Körperpiercings hergestellt wird.
Ursprünglich kamen beim modernen, südlichen Piercing überwiegend einfache Kreolen und Stecker zum Einsatz. Während der 1990er Jahre, als Piercing zunehmend in Mode kam, entstand eine Vielzahl an Schmuckvariationen in unterschiedlichsten Formen, Materialien und Größen.

## Formen

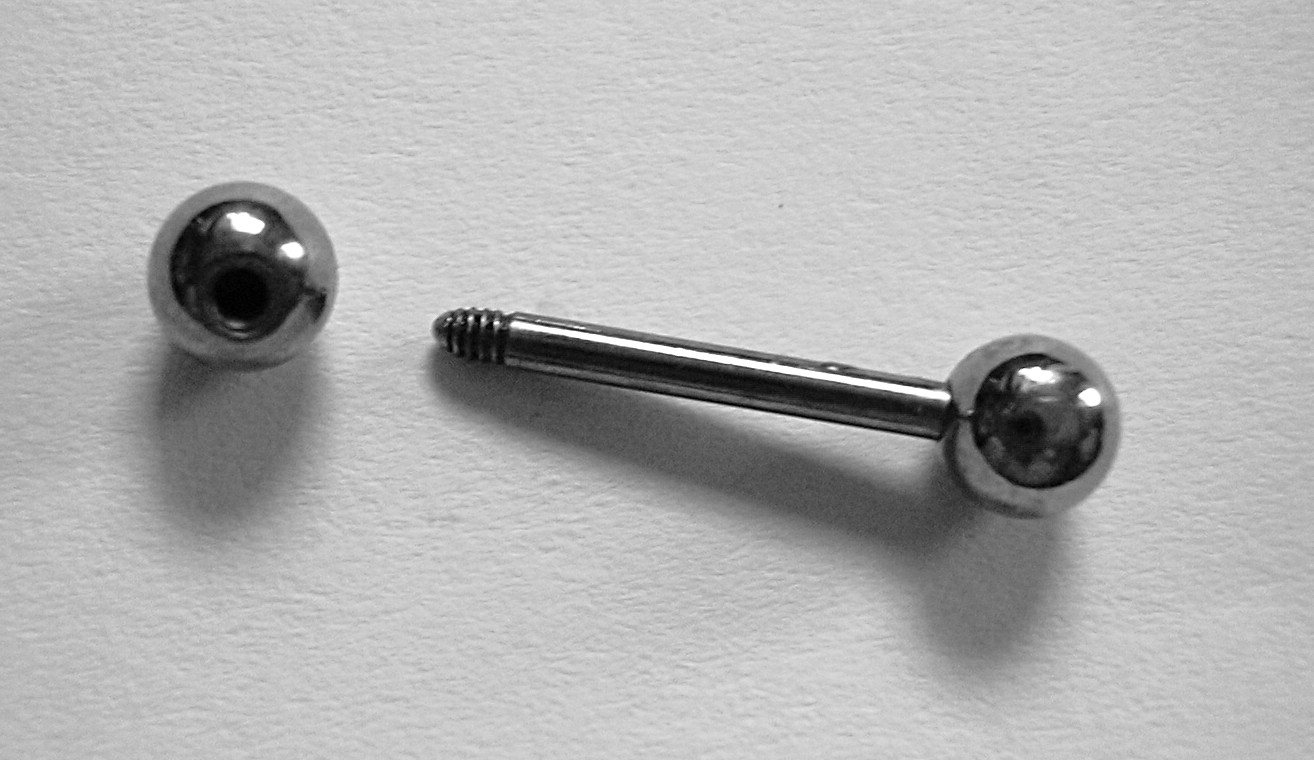
Barbell

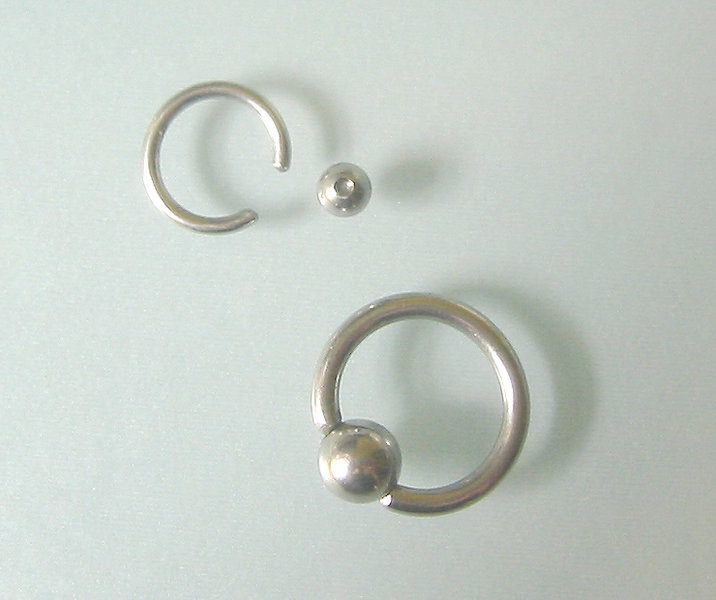
Ball Closure Ringe

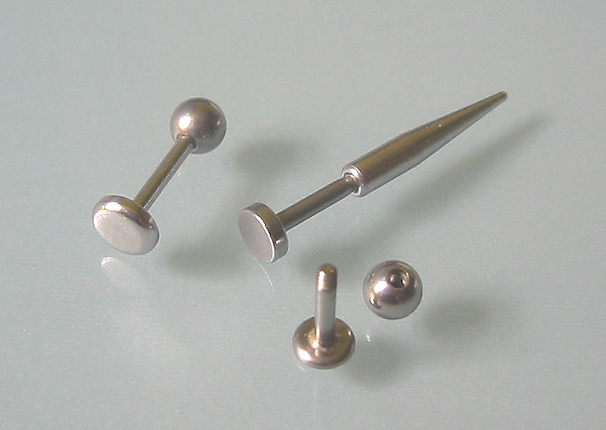
Labret-Stecker mit Kugel und Spike

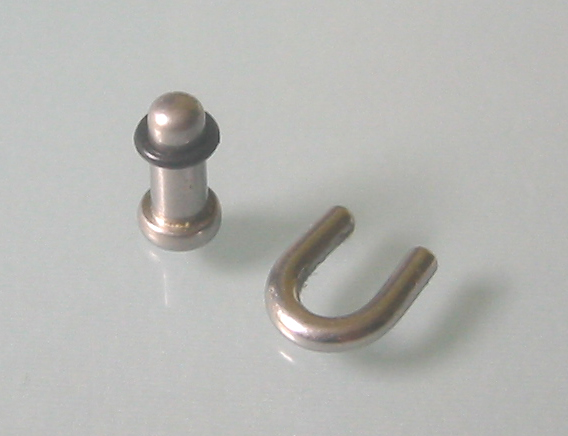
Verschiedene Septum Keeper

Zu den gängigen Formen, die auch für den Ersteinsatz verwendet werden, zählen der Barbell und der Ball Closure Ring. Ein Barbell wird meist in der Zunge eingesetzt. In gebogener Form (Curved Barbell) wird er oft im Bauchnabel- oder Augenbrauenpiercing getragen oder kann mit gewinkelten Enden in Oberflächenpiercings eingesetzt werden (Surface Bar). Ein Ball Closure Ring wird häufig in der Brustwarze oder dem Ohrläppchen getragen. Für Piercings im Bereich der Wangen oder der Lippen werden spezielle Labret-Stecker verwendet. Sowohl auf Barbells als auch auf Labret-Stecker können neben den üblichen Verschlusskugeln auch Spikes, Schmucksteine oder weitere individuelle Formen aufgeschraubt werden.
Für geweitete Piercings gibt es eine Vielzahl verschiedener Schmuckvariationen. Die gängigste Variante ist der Fleshtunnel, der einer Niete ähnelt und einen offenen Kanal bildet. Ein Plug ist ein größerer Stecker, der aus verschiedensten Formen und Materialien gefertigt sein kann.
Ein Septum Retainer kann in ein Septum-Piercing eingesetzt werden, um das Zuwachsen des Stichkanals zu verhindern, ohne dabei als Schmuck sichtbar zu sein.
Zusätzliche oder aufwändigere Schmuckstücke werden sowohl aus ästhetischen Gründen als auch wegen einer sexuell stimulierenden Wirkung getragen.
Das Nippleshield wird mit seiner mittleren Öffnung auf die Brustwarze aufgesetzt und mit einem Barbell fixiert. Ein Prince’s Wand ist ein Stift, der in die Harnröhre eingeführt und mit einem Prinz-Albert-Piercing fixiert wird.

## Materialien
Es kann auf eine Vielzahl unterschiedlicher Materialien zurückgegriffen werden, die sich zum Ersteinsatz als Piercing eignen – Materialien wie Titan, Niob, PTFE (Teflon) oder Palladium. PMFK oder auch Bioplast schmelzen bei hohen Temperaturen und sind als Erstpiercing nicht geeignet. 750-er Gold (18 Karat) und andere Materialien wie 316l-Stahl-Piercings sind als Erstpiercing geeignet, wenn die Abgabe an den Körper die Nickel-Freisetzung 0,2 µg/cm²/Woche nicht übersteigt, ansonsten sind allergische Reaktionen nicht ausgeschlossen. Maßgebliche Norm zu dieser Frage ist die Verordnung (EG) Nr. 1907/2006 (REACH) in Nachfolge der Richtlinie 94/27/EG (Nickelrichtlinie). Für Piercer sind insbesondere auch das Lebensmittel- und Futtermittelgesetzbuch und das Bürgerliche Gesetzbuch (BGB) von Bedeutung. Ist der Körperschmuck einmal abgeheilt, sind der Auswahl des Schmucks keine Grenzen gesetzt. Bei Personen mit Nickelallergien sollten diese Grenzwerte auch nach der Abheilung beachtet werden.

### Metall

#### Rostfreier Stahl
Rostfreier Stahl (Chromnickelstahl, auch 316L oder Chirurgenstahl) ist besonders in den USA der meistverbreitete Piercingschmuck, hat jedoch einen schlechten Ruf, der auf das EU-Verbot von 1994 zurückzuführen ist, nach dem Materialien mit hohem Nickelanteil nicht in neue Piercings eingesetzt werden dürfen. 316L hat einen hohen Nickelanteil von etwa 10 bis 14 %, löst aber dennoch keine Allergien aus, weil das Nickel fest vom Material eingeschlossen ist und der Anteil freigesetzten Nickels somit unterhalb der vorgeschriebenen Grenzwerte liegt. 2004 hat die EU-Kommission rostfreien Stahl wieder für den Ersteinsatz zugelassen.
Chromnickelstahl kann gut poliert werden und wird wegen seines Glanzes oft mattem Titanschmuck vorgezogen.
Da es sich um ein schweres Material handelt, kommt es bei größerem Schmuck oft zu Spannungen und ungewolltem Dehnen des Gewebes. Da Chromnickelstahl sehr kalt werden kann, wird er gerade im Winter oft gegen Schmuck aus Horn, Knochen, Holz, Kunststoff oder Glas ausgewechselt. Zur Sterilisation empfiehlt sich ein Dampfdruckgerät.

#### Implantanium
Nachdem die EU das Nickel-Gesetz verabschiedete und rostfreier Stahl nicht mehr in neu gestochene Piercings eingesetzt werden durfte, wurde Implantanium, eine Legierung mit geringerem Nickelanteil als Alternative entwickelt. Aufgrund hoher Preise, wechselnder Qualität und begrenzter Schmuckauswahl konnte es sich jedoch nicht durchsetzen. Stattdessen wird bevorzugt Titan verwendet. Die verwendeten Titanlegierungen enthalten weniger als 0,05 % Nickel, entsprechen somit der EU-Richtlinie und können in wunden Piercings getragen werden.

#### Titan
Titanschmuck besteht entweder aus reinem Titan oder aus einer Legierung mit dem Namen Ti6AL4V ELI. Verkauft werden beide Formen unter dem Namen Titan. Als Legierungen ab Titan Grad 4 ist Ti6AL4V ELI jedoch mit der Werkstoffnummer zu kennzeichnen. Welches dieser Materialien sich besser für den Einsatz eignet, ist umstritten. Ti6AL4V ELI wurde lange Zeit sowohl für Piercings als auch für Implantate verwendet, ohne dabei Komplikationen zu verursachen, langfristig betrachtet können jedoch Allergien entstehen. Außer Titan enthält es 6 % Aluminium und 4 % Vanadium. Reines Titan ist dagegen weicher, schwerer zu bearbeiten und kann im Vergleich zu Ti6AL4V ELI schneller verkratzen, was zu Hautirritationen und Wildwuchs führen kann. Das heißt, dass sich an den Ein- und Austrittstellen des Piercings Haut bilden kann.
Grundsätzlich werden beide Materialien gerne getragen, da es sich um besonders leichte Metalle handelt, die nicht mit Körperflüssigkeiten reagieren, nicht magnetisch und überwiegend allergenfrei sind. Das Material kann anodisiert oder durch eine Hitzebehandlung gefärbt werden. Gängig sind dabei Regenbogenfarben: Gelb, Blau, Hellblau, Violett, Hellviolett und Grün. Jedoch lassen sich auch Mischfarben sowie exakte Farbtöne erzeugen.
Titan ist das gängigste Piercingmaterial, besonders innerhalb der EU.

#### Titan PVD
PVD-beschichtetes Titan wird seit den späten 1980er Jahren in der Medizin genutzt. Es handelt sich dabei um eine Methode, die Oberfläche von Herzschrittmachern und anderen medizinischen Instrumenten zu behandeln. PVD (physical vapor deposition) ist ein Verfahren, mit dem eine dünne Substratschicht erzeugt wird, indem man den Werkstoff in eine Gasphase (Plasma) bringt. Die physikalischen Eigenschaften der Oberfläche werden dadurch verändert, der Schmuck ist sehr widerstandsfähig und verursacht am Körper kaum Reibung. Es sind verschiedene Farben darstellbar (unter anderem Blau, Gold, Grün, Rot und Schwarz). Allergische Reaktionen auf PVD-beschichtetes Titan sind nicht üblich, weshalb das Material auch oft für Operationsinstrumente genutzt wird. Zwar ist die Oberfläche nicht dauerhaft beständig, jedoch robuster als bei eloxiertem Titan.
PVD-beschichtetes Titan kann bei neuen und nicht verheilten Piercings eingesetzt werden und bedenkenlos mit Dampfdruck gereinigt werden. Kommt der Schmuck oft mit härteren Gegenständen oder Körperteilen, wie beispielsweise den Zähnen in Kontakt, kann die Beschichtung auf der Oberfläche dabei abgekratzt werden.

#### Zircon Gold
Zircon Gold wurde als Alternative zu Goldschmuck entwickelt. Die Produktion ist ähnlich wie bei Titan PVD; statt Titan wird für die Legierung jedoch Zirkoniumnitrat verwendet. Innerer Bestandteil des Schmucks ist meist eine Titanlegierung namens Ti6AL4V ELI, die auch für medizinische Instrumente verwendet wird.
Zircon Gold ist verfärbt sich nur selten. Es hat eine glatte Oberfläche und relativ wenig Gewicht, ist preiswerter, aber dennoch widerstandsfähiger als echter Goldschmuck und kann mittels Dampfdruck gereinigt werden.

#### Niob
Niob hat ähnliche Eigenschaften wie Titan, ist jedoch schwerer. Beim Einsatz in ein Piercing sollte es so rein wie möglich sein und tatsächlich aus 99,9 % Niob bestehen. Ein geringerer Reinheitsgehalt sollte nicht verwendet werden, um Allergien zu vermeiden. Reines Niob reagiert nicht mit Körperabsonderungen oder Reinigungsmitteln und kann bedenkenlos mit Dampfdruck desinfiziert werden. Laut Verordnung der EU ist es gestattet, Niob als Erstschmuck zu verwenden.
Bei entsprechender Behandlung kann eine dauerhafte schwarze Oberfläche erzeugt werden. Ein schwarzer Septum Retainer aus Niob ist nahezu unsichtbar. Die Auswahl an Niobschmuck ist nicht besonders groß, da es sich um ein teures, schwer zu verarbeitendes Material handelt.

#### Bronze
Bronze wird oft in größeren Piercings in Form von Gewichten und bei Kulturschmuck aus Indonesien oder anderen Ländern genutzt. Bronze ist eine Legierung von Kupfer mit verschiedenen anderen Metallen außer Zink (zum Beispiel Zinnbronze, Bleibronze, Aluminiumbronze), bei Piercingschmuck meist Zinnbronze aus 90 % Kupfer und 10 % Zinn.
Beim Kauf von Bronzeschmuck sollte ein seriöser Hersteller gewählt werden, da Bronze gelegentlich auch giftiges Arsen enthält, das in den Körper eindringen kann. Auch kann sich das Material grünlich verfärben. Diese Verfärbung kann zwar leicht entfernt werden, darf jedoch nicht in offene Wunden eindringen, da die Haut sich sonst dauerhaft verfärben kann.

#### Silber
Silber ist ein Edelmetall, das seit Jahrhunderten in nahezu jeder Schmuckform Verwendung findet. Es hat einen gewissen Glanz und kann an bestimmten Stellen schwarz eingefärbt werden, um farbliche Kontraste zu erhalten. Silber ist jedoch auch oft Auslöser von Nickelallergien.
Es sollte nicht in frischen oder wunden Piercings getragen werden, da Blut, Schweiß oder andere Körperflüssigkeiten das Metall zum Oxidieren bringen können. Des Weiteren wird Nickel freigegeben, was zu Allergien und irreversiblen Hautverfärbungen führen kann.

#### Gold

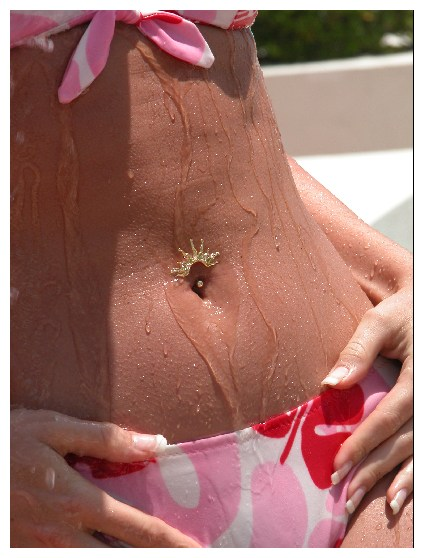
Bauchnabelschmuck aus Gold 750 ‰

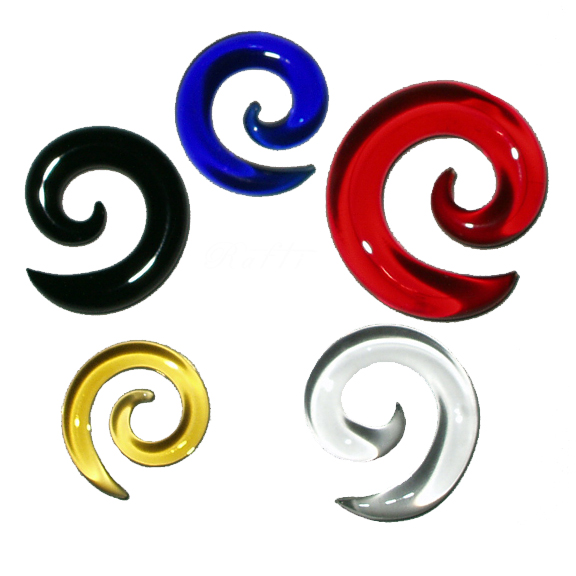
Ohrspiralen aus Glas

Gold ist ein besonders edles Metall, wird sehr gerne als Piercingschmuck getragen und hat eine lange Tradition.
Beim Einsatz sollte die Reinheit nicht unter 14 oder 18 Karat betragen. Besonders in neuen Piercings können Kratzer zu Hautirritationen führen. Demzufolge ist vom Einsatz als Zungenpiercing abzuraten, da hier Kratzer entstehen können. Schmuck mit Goldlegierung hat meist einen Gehalt von 18 Karat und enthält 750 Gewichtsanteile Gold und 250 Gewichtsanteile Kupfer und Silber. Spuren anderer Metalle sind selten enthalten. Gold in älteren Qualitäten kann auch Zink und Nickel bei altem Weißgold enthalten.
In seltenen Fällen können Körperabsonderungen das Material verfärben. Dies liegt meist an geschwefelten Lebensmitteln wie z. B. Rosinen oder Medikamenten. Goldallergien gibt es nicht, da Gold sich chemisch nicht reaktiv verhält. Es handelt sich immer um Allergien gegen die Beimischungen, z. B. Nickel bei alten Weißgoldlegierungen oder Kupfer bei 333er oder 375er „Gold“. Im Extremfall kann das in diesen minderwertigen Legierungen enthaltene Kupfer grünliche Hautverfärbungen verursachen.

### Glas
Glas als Piercingmaterial existiert bereits seit tausenden von Jahren. Beispielsweise wurden Plugs aus Glas in alten ägyptischen Gräbern gefunden.
Bei ordnungsgemäßer Form und Herstellung ist es ein ausgesprochen gut geeignetes Material. Es ist komfortabel zu tragen und besonders körperverträglich. Billigere Glaskugeln, die nicht von Metall ummantelt sind, können jedoch leicht zersplittern und somit zu Verletzungen führen. Die Reinigung mit einem Dampfdruckgerät ist möglich, bei billigeren Produkten besteht jedoch auch hier die Gefahr, dass das Material Risse bildet.

### Kunststoff
Kunststoff wird schon lange sowohl als Implantateinsatz als auch Piercingschmuck verwendet. Zur Schmuckherstellung geeignete Materialien sind leicht, reagieren nicht chemisch mit Körperflüssigkeiten oder Hautabsonderungen, und sind nicht allergen. Manche Kunststoffe sind zwar selbst für den Ersteinsatz geeignet, viele besitzen jedoch winzige Poren und müssen regelmäßig gründlich gereinigt werden.

#### PTFE
PTFE (bekannter Handelsname: Teflon) wurde 1938 erfunden und wird sowohl in der Medizin als auch bei der Beschichtung von Bratpfannen verwendet. Es ist biologisch verträglich und verursacht keinerlei Allergien. Es ist leicht und biegsam und relativ hitzebeständig, sodass es mit Dampfdruck sterilisiert werden kann. Damit ist es einer der wenigen Kunststoffe, die problemlos für den Ersteinsatz geeignet sind. PTFE ist nicht magnetisch, sehr stabil und auf Röntgenbildern nicht sichtbar. Besonders gut geeignet ist es auch für Implantate und Piercings, die eine besondere Elastizität erfordern und kann auch als Platzhalter bei Operationen eingesetzt werden, bei denen Schmuck in anderen Materialien meist herausgenommen werden muss.

#### Acryl, Plexiglas

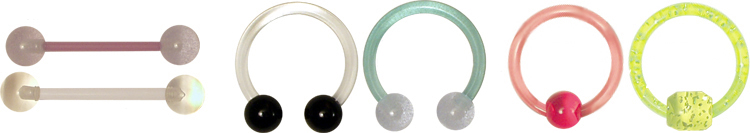
Schmuck aus Plexiglas

UV-aktiver Piercingschmuck

Bei Acryl oder Plexiglas handelt es sich um einen transparenten Kunststoff. Es wird im Piercingbereich meist für Plugs und aufgrund seiner glatten Oberfläche für Dehnungsstifte verwendet.
Es ist Kunststoffschmuck im Handel erhältlich, welcher im UV- bzw. Schwarzlicht zu Leuchten beginnt.
Aus Acryl gefertigter Piercingschmuck tendiert dazu, Körperflüssigkeiten und Hautabsonderungen in winzigen Poren zu sammeln, weshalb regelmäßige und gründliche Reinigung empfohlen wird, um Gerüche und Infektionen zu vermeiden. Es ist nicht zum Einsatz in gereizte oder unverheilte Piercings geeignet und sollte nicht mit Dampfdruck gereinigt werden, da es seine Farbe dabei verlieren kann. Das Material ist sehr zerbrechlich und kann bei stärkerer Belastung zersplittern.

#### Plastastik
Plastastik ist eine relativ neue Form von Kunststoff. Es ist ungiftig, resistent gegen chemische Körperreaktionen und verursacht keine Allergien. Erhältlich ist es in vielen unterschiedlichen Farben und Formen. Verwendet wird es auch in der Medizin bei Herztransplantationen und künstlichen Gelenken.

### Schmucksteine
Schmucksteine werden überwiegend in Plugs eingearbeitet und als Klemmkugel von Ball Closure Ringen verwendet. Die Qualität der Steine kann stark variieren und oft weisen besonders größere Steine Risse und Kratzer auf.
Manche Steine können den Körper beeinträchtigen. Malachit enthält beispielsweise Kupfer und kann zu Hautverfärbungen führen. Andere Steine können Schwermetalle enthalten, welche aber in der Regel nicht freigegeben werden, sondern fest in der Gitterstruktur des Minerals gebunden und somit Gas christlich völlig ungefährlich ist. Grundsätzlich sind Steine für den Körper unproblematisch solange sie keine scharfen Kanten aufweisen und das Piercing nicht durch zu hohes Gewicht belasten. Grundsätzlich können sie mit Dampfdruck desinfiziert werden. Wenige Ausnahmen wie beispielsweise Opale sind dafür allerdings zu hitzeempfindlich und sollten auf andere Weise gereinigt werden.

### Natürliche Materialien

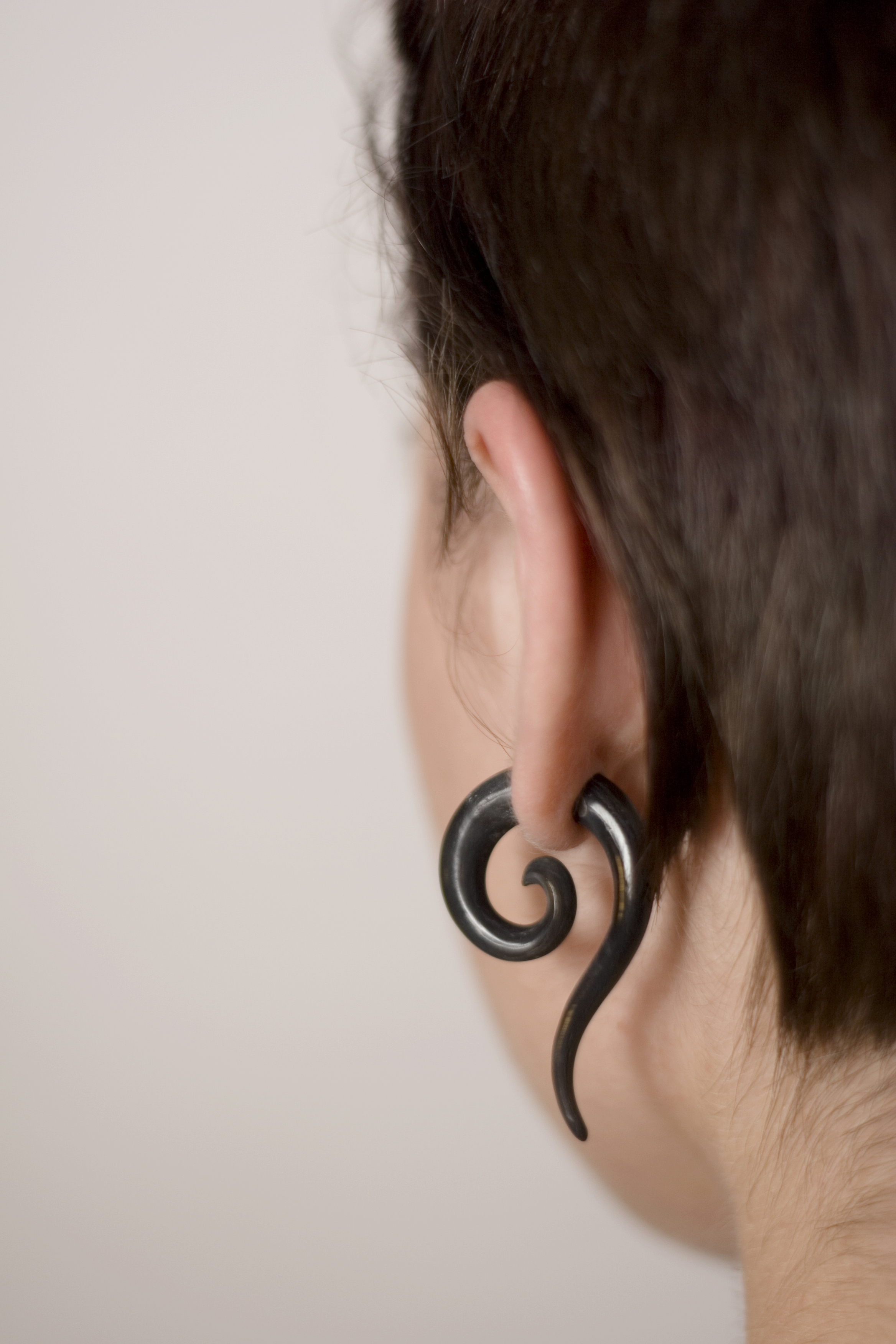
Spiral-Ohrring aus Holz

#### Holz
Holz gehört allgemein zu den ältesten als Schmuck verwendeten Materialien und ist nach wie vor besonders bei größeren Steckern ein häufig getragenes Material. Es ist leicht und fühlt sich auch bei niedrigeren Temperaturen warm an. Holzschmuck sitzt zudem sehr gut im Stichkanal und ermöglicht der Haut das Atmen. Demzufolge kommt es auch zu geringerer Talgablagerung und Geruchsbildung.
Der Nachteil von Holz ist seine Vielzahl an Poren die Körperabsonderungen aufnehmen können. Auch kann es austrocknen und somit seinen Glanz verlieren. Mit Pflanzenöl kann dieser Effekt verhindert werden. Vom Desinfizieren mit Dampfdruck wird abgeraten, da diese Methode das Material spröde und rissig macht.
Die Maserung von Holz kann sich auch nach der Verarbeitung zu Schmuck stark ändern.
Einige Holzarten sind zum Einsatz als Piercingschmuck ungeeignet, da sie allergische Reaktionen oder Hautirritationen auslösen können. Hartholz wird als bevorzugtes Material verwendet. Unter richtiger Behandlung quillt es nicht auf, bleibt langfristig gut erhalten und nimmt nur wenig Flüssigkeit und Körperabsonderungen auf. Die Oberfläche von Hartholz kann sehr glatt geschliffen werden.
In der Herstellung ist Holz preiswert, einfach zu formen und in vielen Farben erhältlich. Auch ist es gut geeignet, um ausgefalleneren Schmuck herzustellen und mit anderen Materialien kombinierbar.

#### Horn
Horn Piercings sind leicht und angenehm zu tragen. Horn Piercings kühlen auch im Winter nicht aus wie z. B. Stahlpiercings und hemmen die Geruchsbildung im Stichkanal. Naturmaterialien wie Holz oder Horn können schlecht sterilisiert werden, da durch Hitze das Material beschädigt werden könnte. Damit Horn Piercings auch schön bleiben und keine Risse bekommen empfiehlt sich eine Pflege mit Pflanzenölen, dazu ist der Schmuck aus dem Stichkanal zu entfernen.

#### Tierische Materialien

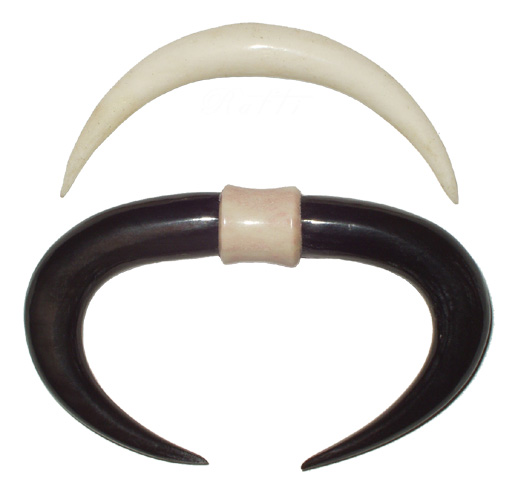
Septum Tusks aus Horn

Tierische Materialien sind beim Körperpiercing weit verbreitet und gelten als exotischer als Metall- oder Kunststoffschmuck. Wie auch Holz sind sie sehr gut zur Herstellung von Piercingschmuck geeignet, da sie leicht zu formen sind und die Oberfläche, besonders bei Materialien wie Horn, Knochen oder Elfenbein, sehr glatt geschliffen werden kann.
Tierische Materialien erlauben der Haut zu atmen und nehmen im Winter nicht so schnell die Umgebungstemperatur an. Wie auch Holz können sie jedoch austrocknen und einreißen. Schlecht gereinigte Materialien neigen zu stärkerer Bakterienbildung, weshalb es wichtig ist, den Schmuck bei einem seriösen Hersteller zu kaufen. Bei schlechter Qualität weist der Schmuck oft unsauber verarbeitete Stellen und Kratzer auf, welche die Bakterienentwicklung weiter fördern können.
Die Verwendung tierischer Materialien wird aus ethischen Gesichtspunkten oft als bedenklich betrachtet, besonders bei Elfenbein und Materialien vom Aussterben bedrohter Tierarten. Alternativ hierzu gibt es fossiles Elfenbein, häufig von bereits ausgestorbenen Arten, wie dem Mammut, dem Mastodon, oder aus Sibirien oder Alaska importiertes, fossilisiertes Walross-Elfenbein.
Die Sterilisation von Materialien wie Horn, Knochen, Elfenbein oder ähnliche mit Dampfdruck ist nicht geeignet, da der Schmuck hierbei austrocknen kann. Auch sind diese Materialien aufgrund der stärkeren Bakterienbildung ungeeignet für den Einsatz in noch unverheilten Piercings.

#### Bernstein
Bernstein ist ein Schmuckstein aus fossilem Harz, der schon sehr lange zu Piercingschmuck verarbeitet wird. Einer der ältesten gefundenen Schmuckstecker war aus Bernstein gefertigt. Er ist klar bis undurchsichtig und meist gelb, jedoch auch in Schwarz, Grün, Rot, Weiß, Braun und Blau oder in Mischfarben erhältlich.
Oft findet man darin eingeschlossene und gut erhaltene Insekten oder Pflanzen. Das Material wird üblicherweise als Füllung für Metallschmuck oder Stecker aus Horn, Knochen oder Holz verwendet. Es gibt jedoch auch massive Bernsteinplugs.
Das Material besitzt eine glatte, sehr hautverträgliche Oberfläche, ist jedoch etwas zerbrechlich und hitzeunverträglich, sollte also nicht mit Dampfdruck sterilisiert werden. Während kälterer Jahreszeiten behält er die Körpertemperatur bei.

## Materialstärken
Für geweitete Piercings gibt es Schmuck in verschiedenen Materialstärken. Er wird in Europa in Millimetern gemessen, in den USA in Gauge (American Wire Gauge) bzw. Inch für größere Durchmesser.
Die folgende Tabelle zeigt die üblichen Maße der erhältlichen Schmuckstücke.

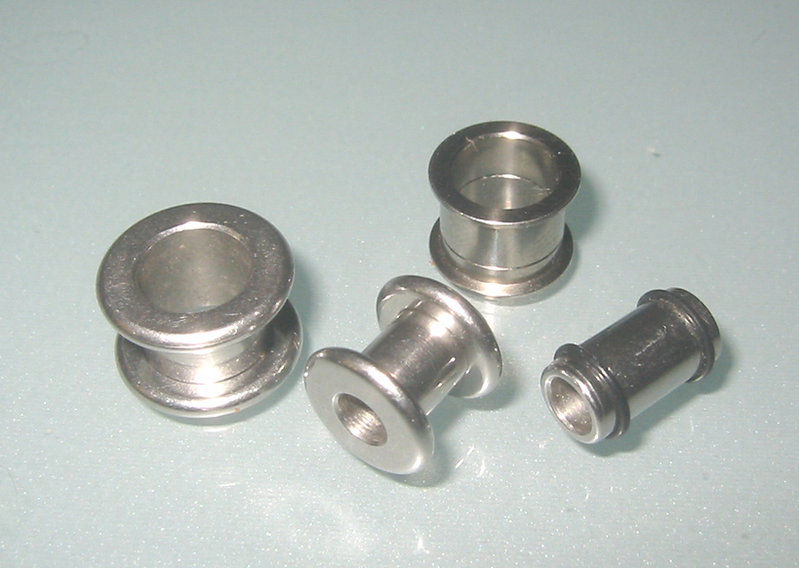
Schmuck für gedehnte Piercings

| Millimeter | Gauge | Inch   |
| ---------- | ----- | ------ |
| 0,5 mm     | 24 g  |        |
| 0,6 mm     | 22 g  |        |
| 0,8 mm     | 20 g  |        |
| 1,0 mm     | 18 g  | 5/127" |
| 1,2 mm     | 16 g  | 3/64"  |
| 1,6 mm     | 14 g  | 1/16"  |
| 2 mm       | 12 g  | 5/64"  |
| 2,4 mm     | 10 g  | 3/32"  |
| 3,2 mm     | 8 g   | 1/8"   |
| 4 mm       | 6 g   | 5/32"  |
| 5 mm       | 4 g   | 3/16"  |
| 6 mm       | 2 g   | 1/4"   |
| 8 mm       | 0 g   | 5/16"  |
| 10 mm      | 00 g  | 3/8"   |
| 11 mm      | 000 g | 7/16"  |
| 12,7 mm    | -     | 1/2"   |
| 14 mm      | -     | 9/16"  |
| 16 mm      | -     | 5/8"   |
| 19 mm      | -     | 3/4"   |
| 22 mm      | -     | 7/8"   |
| 25 mm      | -     | 1"     |